# Late-night talkshow
Late-night talkshows er en genre of talkshows, der er populær i USA, hvor formatet stammer fra. Typisk sendes de meget sent på aftenen hver dag og inkluderer elementer såsom en stand-up-monolog om dagens nyheder, interviews med gæster, sketches og musiknumre. Ofte har talkshowet også et husorkester, som spiller covers i pauserne og evt. fungerer som back-up for gæstemusikerne. Late-night talkshow-konceptet blev gjort populært af Johnny Carson med The Tonight Show Starring Johnny Carson på NBC.
Late-night talkshows er populære i USA, men er ikke så fremtrædende i andre dele af verden, hvor lignende shows ofte kun sendes én gang om ugen og helst tidligere på aftenen.